# Spankie Jackzon
Spankie Jackzon es el nombre artístico de Blair Macbeth (4 de noviembre de 1984), una artista drag de Nueva Zelanda. Es conocida por ganar la segunda temporada de RuPaul's Drag Race Down Under en 2022. Anteriormente, en 2020, también ganó la segunda temporada de la serie de televisión neozelandesa House of Drag.

## Carrera
Jackzon vive en Palmerston North. Comenzó a actuar como drag ya en 2005, y finalmente se mudó a Melbourne a fines de la década de 2010 para desarrollar una carrera en la escena nocturna de la ciudad; en un momento de su carrera, fue anfitriona de ocho residencias de clubes diferentes simultáneamente en la ciudad de Melbourne.
En 2020, Jackzon se unió a la segunda temporada de la serie de televisión de Nueva Zelanda House of Drag como concursante "intrusa" en el cuarto episodio. Eventualmente ganó la competencia, venciendo a Elektra Shock en la final.
En 2022, Jackzon fue anunciada como una de las diez reinas concursantes en la segunda temporada de RuPaul's Drag Race Down Under, y después de ganar tres desafíos principales, ganaría la temporada, con Hannah Conda y Kween Kong como subcampeonas. Una de las anfitrionas de House of Drag, Kita Mean, quien previamente ganó la primera temporada de Rupaul's Drag Race Down Under, le entregó a Jackzon su corona y su cetro durante el episodio final de la segunda temporada, marcando el segundo vez que Mean coronó a Jackzon en televisión (House of Drag y RuPaul's Drag Race Down Under).

## Filmografía

### Televisión
| Año  | Título                        | Papel      | Notas                        |
| ---- | ----------------------------- | ---------- | ---------------------------- |
| 2020 | House of Drag                 | Ella misma | Segunda temporada - Ganadora |
| 2022 | RuPaul's Drag Race Down Under | Ella misma | Segunda temporada - Ganadora |

| Predecesora: Kita Mean | RuPaul's Drag Race Down Under 2022 | Sucesora: Isis Avis Loren |